# Vepris dicarpella
Vepris dicarpella är en vinruteväxtart som beskrevs av Joseph Marie Henry Alfred Perrier de la Bâthie. Vepris dicarpella ingår i släktet Vepris och familjen vinruteväxter. Inga underarter finns listade i Catalogue of Life.